# James Carson Brevoort
James Carson Brevoort (New York, 10 juli 1818 - aldaar, 7 december 1887) was een bekend Amerikaans verzamelaar van zeldzame boeken en munten. Hij was als superintendant (hoofdmanager) werkzaam in de Astor Library in New York. Brevoort publiceerde onder andere in diverse wetenschappelijke tijdschriften.

## Biografie
Brevoort volgde als kind onderwijs in Frankrijk en in Hofwyl nabij Bern in Zwitserland. Hij bezocht de École Centrale des Arts et Manufactures (een kunstnijverheidschool) in Parijs en studeerde af met een diploma 'civiel ingenieur'.
Na zijn terugkeer naar de Verenigde Staten vergezelde hij zijn oom, de natuurkundige en ingenieur James Renwick (1790–1863), die werkzaam was bij het exact bepalen van de grens aan de noordoostkust van de Verenigde Staten. In 1838 vertrok hij naar het buitenland als privésecretaris van zijn vriend Washington Irving, die Amerikaanse ambassadeur in Spanje was. Nadat hij daar een jaar had gediend bezocht hij gedurende enige jaren verschillende Europese landen en keerde in 1843 terug naar de Verenigde Staten. Twee jaar later huwde hij de dochter van de Brooklynse rechter Lefferts Lefferts. De borough Brooklyn werd zijn vaste woonplaats en daar werd hij lid van de onderwijsraad en van een bouwonderneming die zich met waterwerken bezighield.
Tussen 1863 en 1873 was hij president van de Long Island Historical Society. Tussen maart 1876 en februari 1878 was hij de hoofdopzichter van de Astor Library in New York waar hij al sinds 1852 trustee (vertrouwd persoon) was. Hij had de supervisie over het begin van een kaartsysteem voor de bibliotheek. In september 1878 trad hij terug. Vanaf 1861 was hij ook bestuurslid bij de New York-universiteit. In dat jaar kreeg hij ook een titel rechtendoctoraat (LL.D.) van het Williams College. Hij was verder lid van de New York Historical Society, de Academy of Natural Sciences, de American Geographical Society, de Massachusetts Historical Society, de Pennsylvania Historical Society, en van talloze andere wetenschappelijke, literaire en kunstzinnige verenigingen, waarin hij zich actief ontplooide.
James Brevoort was een verzamelaar van zeldzame boeken, medailles en munten. Hij erfde van zijn vader Henry Brevoort een uitgebreide collectie van zo'n 6000 boeken (meest over Amerika, die waren verzameld in Europa in de turbulente tijd tussen 1810 en 1832). Aan deze collectie voegde Brevoort nog eens zijn eigen vondsten toe, zodat in 1875 de omvang van zijn verzameling ongeveer 10.000 boeken besloeg. Onder deze boeken bevonden zich veel zeldzame en kostbare exemplaren. Ook verzamelde Brevoort medailles, munten en manuscripten. Vanaf 1875 schonk hij de collectie in gedeelten aan diverse instituten. De collectie bevatte ook entomologische en ichthyologische boeken en specimen.

## Werken
Brevoort schreef voor de American Journal of Numismatics (een Amerikaans muntentijdschrift) een serie van geïllustreerde bijdragen over Early Spanish and Portuguese Coinage in America (oude Spaanse en Portugese munten in Amerika). 
In het tijdschrift Historical Magazine stond een bijdrage van hem over de ontdekking van de overblijfselen van Columbus, en in 1874 verzorgde hij een (privaat gedrukt) boek, getiteld Verrazano the Navigator, or Notes on Giovanni de Verrazano, and on a Planisphere of 1529, illustrating his American Voyage in 1524 (over ontdekkingsreizigers), wat een revisie en uitbreiding was op een eerder geschrift dat hij maakte voor de American Geographical Society op 28 november 1871.

## Familie
Zijn vader Henry Brevoort Renwick (1791 - 1874) was afstammeling van een oud Nederlands geslacht. Henry was als ingenieur en stoombootmotoren-inspecteur werkzaam en had een groot stuk land geërfd op Manhattan Island, land dat met de uitbreiding van de stad steeds waardevoller werd. 
James zelf was een gentleman met literaire smaak en hij correspondeerde zijn halve leven lang met zijn vriend Washington Irving, met wie hij ook door Europa reisde. Een van Brevoorts zussen, Margaret Claudia Brevoort (1825-1876) (roepnaam Meta) was een getalenteerd bergbeklimster in haar tijd. Een andere zus was Laura Whetten Brevoort (1823-1848), die trouwde met de Amerikaanse schrijver Charles Astor Bristed (1820-1874), die ook bekend was onder peudoniem Carl Benson.
James verhuisde op jonge leeftijd naar Yonkers maar keerde daarna terug en was gedurende vele jaren lid van de gemeenteraad van New York. In 1852 verhuisde hij naar Rye waar hij tot zijn dood bleef.